# Oğuz Aydın
Oğuz Aydın (L'Aia, 27 ottobre 2000) è un calciatore turco, attaccante del Fenerbahçe.

## Carriera

### Club
Nato nei Paesi Bassi da una famiglia di origini turche, è cresciuto nel settore giovanile del Bucaspor. Ha iniziato la sua carriera giocando in squadre della quarta divisione turca, ad eccezione di una parentesi nella seconda parte della stagione 2017-2018 nella terza divisione turca, proprio al Bucaspor.
Nel 2021, compie un triplo salto di categoria, venendo acquistato dall'Alanyaspor. Esordisce in Süper Lig il 18 ottobre 2021, disputando l'incontro vinto per 6-3 contro il Kayserispor. Realizza la sua prima rete nella massima divisione turca il 16 gennaio 2022, nella vittoria per 0-2 sul campo dell'Altay.

### Nazionale
Dopo avere giocato nelle nazionali giovanili turche Under-19 ed Under-21, il 4 giugno 2024 esordisce in nazionale maggiore nell'amichevole pareggiata 0-0 contro l'Italia.

## Statistiche

### Presenze e reti nei club
Statistiche aggiornate al 4 febbraio 2025.
| Stagione             | Squadra              | Campionato           | Campionato | Campionato | Coppe nazionali | Coppe nazionali | Coppe nazionali | Coppe continentali | Coppe continentali | Coppe continentali | Altre coppe | Altre coppe | Altre coppe | Totale | Totale |
| Stagione             | Squadra              | Comp                 | Pres       | Reti       | Comp            | Pres            | Reti            | Comp               | Pres               | Reti               | Comp        | Pres        | Reti        | Pres   | Reti   |
| -------------------- | -------------------- | -------------------- | ---------- | ---------- | --------------- | --------------- | --------------- | ------------------ | ------------------ | ------------------ | ----------- | ----------- | ----------- | ------ | ------ |
| 2017-2018            | Bucaspor             | 2L                   | 12         | 0          | CT              | -               | -               |                    | -                  | -                  |             | -           | -           | 12     | 0      |
| 2018-2019            | Bucaspor             | 3L                   | 30         | 5          | CT              | 1               | 0               |                    | -                  | -                  |             | -           | -           | 31     | 5      |
| Totale Bucaspor      | Totale Bucaspor      | Totale Bucaspor      | 42         | 5          |                 | 1               | 0               |                    | -                  | -                  |             | -           | -           | 43     | 5      |
| 2019-gen. 2020       | Karacabey            | 3L                   | 6          | 0          | CT              | 2               | 1               |                    | -                  | -                  |             | -           | -           | 8      | 1      |
| gen.-giu. 2020       | Bucaspor 1928        | 3L                   | 10+1       | 1+0        | CT              | -               | -               |                    | -                  | -                  |             | -           | -           | 11     | 1      |
| 2020-2021            | Bucaspor 1928        | 3L                   | 30+5       | 10+1       | CT              | 1               | 0               |                    | -                  | -                  |             | -           | -           | 36     | 11     |
| Totale Bucaspor 1928 | Totale Bucaspor 1928 | Totale Bucaspor 1928 | 40+6       | 11+1       |                 | 1               | 0               |                    | -                  | -                  |             | -           | -           | 47     | 12     |
| 2021-2022            | Alanyaspor           | SL                   | 20         | 6          | CT              | 6               | 2               |                    | -                  | -                  |             | -           | -           | 22     | 8      |
| 2022-2023            | Alanyaspor           | SL                   | 28         | 1          | CT              | 3               | 2               |                    | -                  | -                  |             | -           | -           | 31     | 3      |
| 2023-2024            | Alanyaspor           | SL                   | 35         | 13         | CT              | 3               | 0               |                    | -                  | -                  |             | -           | -           | 38     | 13     |
| Totale Alanyaspor    | Totale Alanyaspor    | Totale Alanyaspor    | 83         | 20         |                 | 12              | 4               |                    | -                  | -                  |             | -           | -           | 95     | 24     |
| 2024-2025            | Fenerbahçe           | SL                   | 10         | 4          | CT              | 0               | 0               | UCL                | 2                  | 0                  |             | -           | -           | 12     | 4      |
| Totale carriera      | Totale carriera      | Totale carriera      | 187        | 41         |                 | 16              | 5               |                    | 2                  | 0                  |             | -           | -           | 205    | 46     |

### Cronologia presenze e reti in nazionale
| Cronologia completa delle presenze e delle reti in nazionale ― Turchia | Cronologia completa delle presenze e delle reti in nazionale ― Turchia | Cronologia completa delle presenze e delle reti in nazionale ― Turchia | Cronologia completa delle presenze e delle reti in nazionale ― Turchia | Cronologia completa delle presenze e delle reti in nazionale ― Turchia | Cronologia completa delle presenze e delle reti in nazionale ― Turchia | Cronologia completa delle presenze e delle reti in nazionale ― Turchia | Cronologia completa delle presenze e delle reti in nazionale ― Turchia |
| Data                                                                   | Città                                                                  | In casa                                                                | Risultato                                                              | Ospiti                                                                 | Competizione                                                           | Reti                                                                   | Note                                                                   |
| ---------------------------------------------------------------------- | ---------------------------------------------------------------------- | ---------------------------------------------------------------------- | ---------------------------------------------------------------------- | ---------------------------------------------------------------------- | ---------------------------------------------------------------------- | ---------------------------------------------------------------------- | ---------------------------------------------------------------------- |
| 4-6-2024                                                               | Bologna                                                                | Italia                                                                 | 0 – 0                                                                  | Turchia                                                                | Amichevole                                                             | -                                                                      | 46’                                                                    |
| 20-3-2025                                                              | Istanbul                                                               | Turchia                                                                | 3 – 1                                                                  | Ungheria                                                               | UEFA Nations League 2024-2025 - Play-off                               | -                                                                      | 72’                                                                    |
| 23-3-2025                                                              | Budapest                                                               | Ungheria                                                               | 0 – 3                                                                  | Turchia                                                                | UEFA Nations League 2024-2025 - Play-off                               | -                                                                      | 71’                                                                    |
| 7-6-2025                                                               | East Hartford                                                          | Stati Uniti                                                            | 1 – 2                                                                  | Turchia                                                                | Amichevole                                                             | -                                                                      | 66’                                                                    |
| Totale                                                                 |                                                                        | Presenze                                                               | 4                                                                      |                                                                        | Reti                                                                   | 0                                                                      |                                                                        |